# Gran Premio d'Austria 1987
Il Gran Premio d'Austria 1987 è stato il 446º Gran Premio di Formula 1 della storia, corso il 16 agosto 1987 all'Österreichring. Fu la decima gara del Campionato Mondiale di Formula 1 1987.

## Qualifiche
Nigel Mansell si presentò in condizioni non perfette per via di un dente del giudizio che gli venne rimosso poco prima delle qualifiche. Questo condizionò la sua prestazione, ma nonostante ciò l'inglese riuscì a partire in prima fila, piazzandosi secondo alle spalle del compagno Nelson Piquet per una prima fila tutta Williams. Terza, a conferma della ritrovata competitività in qualifica, ci fu la Ferrari di Gerhard Berger davanti alle Benetton di Thierry Boutsen e Teo Fabi. Deludente fu la prestazione di Senna (Lotus) e Prost (McLaren), futuri compagni nel team del francese, rispettivamente settimo e nono. Stefan Johansson, compagno di Prost, fu vittima di un violento incidente, quando investì un cervo incredibilmente entrato in pista a tutta velocità. In questo modo si distrusse la sospensione della McLaren e Johansson andò a sbattere violentemente contro le barriere, rompendosi anche una costola.
| Pos | No | Pilota             | Costruttore              | Q1       | Q2          | Distacco |
| --- | -- | ------------------ | ------------------------ | -------- | ----------- | -------- |
| 1   | 6  | Nelson Piquet      | Williams - Honda         | 1'23"357 | 1.49:991    |          |
| 2   | 5  | Nigel Mansell      | Williams - Honda         | 1'23"459 | 1.33:779    | +0"102   |
| 3   | 28 | Gerhard Berger     | Ferrari                  | 1'24"213 | 1.38:388    | +0"856   |
| 4   | 20 | Thierry Boutsen    | Benetton - Ford          | 1'24"348 | 1.48:124    | +0"991   |
| 5   | 19 | Teo Fabi           | Benetton - Ford          | 1'25"054 | senza tempo | +1"697   |
| 6   | 27 | Michele Alboreto   | Ferrari                  | 1'25"077 | 1.45:518    | +1"720   |
| 7   | 11 | Ayrton Senna       | Lotus - Honda            | 1'25"492 | 1.39:647    | +2"135   |
| 8   | 7  | Riccardo Patrese   | Brabham - BMW            | 1'25"766 | 1.53:119    | +2"409   |
| 9   | 1  | Alain Prost        | McLaren - TAG Porsche    | 1'26"170 | 1.43:132    | +2"813   |
| 10  | 8  | Andrea De Cesaris  | Brabham - BMW            | 1'27"672 | senza tempo | +4"315   |
| 11  | 17 | Derek Warwick      | Arrows - Megatron        | 1'27"762 | senza tempo | +4"405   |
| 12  | 18 | Eddie Cheever      | Arrows - Megatron        | 1'28"370 | 1.37:908    | +5"013   |
| 13  | 12 | Satoru Nakajima    | Lotus - Honda            | 1'28"786 | 1.43:002    | +5"429   |
| 14  | 2  | Stefan Johansson   | McLaren - TAG Porsche    | 1'29"003 | 1.41:711    | +5"646   |
| 15  | 24 | Alessandro Nannini | Minardi - Motori Moderni | 1'29"435 | 1.49:566    | +6"078   |
| 16  | 25 | René Arnoux        | Ligier - Megatron        | 1'29"733 | senza tempo | +6"376   |
| 17  | 9  | Martin Brundle     | Zakspeed                 | 1'29"893 | 1.42:383    | +6"536   |
| 18  | 26 | Piercarlo Ghinzani | Ligier - Megatron        | 1'30"682 | senza tempo | +7"325   |
| 19  | 23 | Adrián Campos      | Minardi - Motori Moderni | 1'30"797 | 1.47:128    | +7"440   |
| 20  | 10 | Christian Danner   | Zakspeed                 | 1'31"015 | 1.48:880    | +7"658   |
| 21  | 21 | Alex Caffi         | Osella - Alfa Romeo      | 1'32"313 | 1.50:273    | +8"956   |
| 22  | 30 | Philippe Alliot    | Lola Larrousse - Ford    | 1'33"741 | 1.48:595    | +10"384  |
| 23  | 16 | Ivan Capelli       | March - Ford             | 1'34"199 | 1.54:807    | +10"842  |
| 24  | 3  | Jonathan Palmer    | Tyrrell - Ford           | 1'34"619 | 1.49:308    | +11"262  |
| 25  | 4  | Philippe Streiff   | Tyrrell - Ford           | 1'35"338 | 1.51:624    | +11"981  |
| 26  | 14 | Pascal Fabre       | AGS - Ford               | 1'40"633 | 1.57:236    | +17"276  |

## Gara
Anche la gara fu caratterizzata da numerosi incidenti, che fecero sorgere numerosi dubbi sulla sicurezza del tracciato austriaco.
La gara richiese ben tre partenze. Alla prima Piquet fu sorpassato da un arrembante Fabi, ma la partenza fu poco dopo annullata a causa di una serie di incidenti. Il primo fu occorso a Martin Brundle, su Zakspeed, che perse il controllo della sua vettura, urtò una barriera e rimbalzò piazzandosi al centro del tracciato. René Arnoux e Adrián Campos, rispettivamente su Ligier e Minardi, urtarono la Zakspeed, mentre le due Tyrrell si urtarono tra di loro ed anche Piercarlo Ghinzani, su Ligier, finì fuori pista a causa di un guasto alla sospensione.
La gara dovette ripartire e Piquet mantenne la prima posizione, mentre il compagno Mansell ebbe un problema e partì a rilento. Berger, anch'egli scattato male, tentò improvvisamente di passare la Williams, sbagliando l'attacco e creando una serie di incidenti a catena fra le monoposto dietro di lui. Eddie Cheever urtò Riccardo Patrese, che a sua volta fu colpito da Stefan Johansson. Quest'ultimo dovette invece patire il tamponamento di Brundle. Più dietro, Ghinzani, costretto a frenare (e già con una sospensione compromessa) venne urtato da Alex Caffi e Ivan Capelli, che a loro volta vennero tamponati da Philippe Alliot, Christian Danner e Philippe Streiff. Infine, Pascal Fabre urtò da dietro la Tyrrell di Jonathan Palmer. La pista divenne impraticabile e la gara fu fermata per la seconda volta.
Fortunatamente tutte le vetture incidentate furono in grado di prendere parte alla terza partenza, col solo Streiff costretto al ritiro, e Danner, Brundle, Caffi e Fabre costretti a partire dalla pitlane. Nel giro di ricognizione, però, la vettura di Prost si spense e i meccanici non riuscirono a rimetterla in moto. Per questo, il francese dovette prendere il "muletto" ed unirsi alla coda nella corsia dei box. Alla fine del giro di schieramento il francese fu raggiunto anche da Alboreto,  rientrato ai box per riparare lo sterzo, e così si ebbero sei vetture che partivano dalla pitlane.
Anche stavolta ci fu un problema, con Senna che partì a rilento: per fortuna, tutti i piloti riuscirono ad evitare il brasiliano, e Piquet prese la vetta davanti a Thierry Boutsen, Gerhard Berger, Nigel Mansell e Teo Fabi. In coda al gruppo, Senna, Alboreto e Prost dovettero temporaneamente accontentarsi di lottare per posizioni che non fruttavano punti.
Berger fu costretto al ritiro per un guasto al turbo dopo pochi giri dalla ripartenza. Questo lasciò alle due Williams il controllo completo della gara e la lotta per la vittoria, con Teo Fabi terzo ma troppo staccato per rientrare in lotta. Al 21º giro Mansell passò il compagno, approfittando dei doppiaggi che ambedue dovevano effettuare. Una volta preso il comando, Mansell fu abile a mantenerlo anche durante i pit-stop. Le prime tre posizioni erano consolidate, per questo la l'unica lotta in pista era nelle retrovie, dove Senna e Alboreto combattevano per conquistare punti. I due ben presto entrarono in collisione e Senna dovette fermarsi per cambiare l'ala anteriore. Il brasiliano dopo la sosta uscì dalla zona punti, ma riuscì a guadagnare posizioni quando Alboreto si ritirò per un problema alla marmitta e Prost fu rallentato da un guasto simile.
Mansell mantenne la leadership fino alla fine, vincendo davanti a Nelson Piquet, per una doppietta Williams. Teo Fabi concluse al terzo posto davanti a Thierry Boutsen, Ayrton Senna ed Alain Prost.
| Pos    | N° | Pilota             | Team                     | Giri | Tempo/Ritiro                  | Partenza | Punti |
| ------ | -- | ------------------ | ------------------------ | ---- | ----------------------------- | -------- | ----- |
| 1      | 5  | Nigel Mansell      | Williams - Honda         | 52   | 1h18'44"898                   | 2        | 9     |
| 2      | 6  | Nelson Piquet      | Williams - Honda         | 52   | + 55"704                      | 1        | 6     |
| 3      | 19 | Teo Fabi           | Benetton - Ford          | 51   | +1 giro                       | 5        | 4     |
| 4      | 20 | Thierry Boutsen    | Benetton - Ford          | 51   | +1 giro                       | 4        | 3     |
| 5      | 12 | Ayrton Senna       | Lotus - Honda            | 50   | +2 giri                       | 7        | 2     |
| 6      | 1  | Alain Prost        | McLaren - TAG Porsche    | 50   | +2 giri                       | 9        | 1     |
| 7      | 2  | Stefan Johansson   | McLaren - TAG Porsche    | 50   | +2 giri                       | 14       |       |
| 8      | 26 | Piercarlo Ghinzani | Ligier - Megatron        | 50   | +2 giri                       | 18       |       |
| 9      | 10 | Christian Danner   | Zakspeed                 | 49   | +3 giri                       | 20       |       |
| 10     | 25 | René Arnoux        | Ligier - Megatron        | 49   | +3 giri                       | 16       |       |
| 11 (1) | 16 | Ivan Capelli       | March - Ford             | 49   | +3 giri                       | 23       |       |
| 12 (2) | 30 | Philippe Alliot    | Lola Larrousse - Ford    | 49   | +3 giri                       | 22       |       |
| 13     | 11 | Satoru Nakajima    | Lotus - Honda            | 49   | +3 giri                       | 13       |       |
| 14 (3) | 3  | Jonathan Palmer    | Tyrrell - Ford           | 47   | +5 giri                       | 24       |       |
| SQ     | 9  | Martin Brundle     | Zakspeed                 | 48   | Squalificato                  | 17       |       |
| NC     | 14 | Pascal Fabre       | AGS - Ford               | 45   | Non Classificato              | 26       |       |
| Rit    | 7  | Riccardo Patrese   | Brabham - BMW            | 43   | Motore                        | 8        |       |
| Rit    | 27 | Michele Alboreto   | Ferrari                  | 42   | Problemi al turbo             | 6        |       |
| Rit    | 8  | Andrea De Cesaris  | Brabham - BMW            | 35   | Motore                        | 10       |       |
| Rit    | 17 | Derek Warwick      | Arrows - Megatron        | 35   | Motore                        | 11       |       |
| Rit    | 18 | Eddie Cheever      | Arrows - Megatron        | 31   | Problemi al pneumatico        | 12       |       |
| Rit    | 28 | Gerhard Berger     | Ferrari                  | 5    | Problemi al turbo             | 3        |       |
| Rit    | 23 | Adrián Campos      | Minardi - Motori Moderni | 3    | Problemi elettrici            | 19       |       |
| Rit    | 24 | Alessandro Nannini | Minardi - Motori Moderni | 1    | Motore                        | 15       |       |
| Rit    | 21 | Alex Caffi         | Osella - Alfa Romeo      | 0    | Problemi elettrici            | 21       |       |
| Rit    | 4  | Philippe Streiff   | Tyrrell - Ford           | 0    | Incidente alla prima partenza | 25       |       |

Tra parentesi le posizioni valide per il Jim Clark Trophy, per le monoposto con motori N/A

## Classifiche

### Piloti
| *  | Pilota            | Punti |
| -- | ----------------- | ----- |
| 1  | Nelson Piquet     | 54    |
| 2  | Ayrton Senna      | 43    |
| 3  | Nigel Mansell     | 39    |
| 4  | Alain Prost       | 31    |
| 5  | Stefan Johansson  | 19    |
| 6  | Gerhard Berger    | 9     |
| 7  | Michele Alboreto  | 8     |
| 8  | Thierry Boutsen   | 8     |
| 9  | Teo Fabi          | 7     |
| 10 | Satoru Nakajima   | 6     |
| 11 | Andrea De Cesaris | 4     |
| 12 | Eddie Cheever     | 4     |
| 13 | Jonathan Palmer   | 4     |
| 14 | Philippe Streiff  | 4     |
| 15 | Derek Warwick     | 3     |
| 16 | Martin Brundle    | 2     |
| 17 | Riccardo Patrese  | 2     |
| 18 | René Arnoux       | 1     |
| 19 | Ivan Capelli      | 1     |
| 20 | Philippe Alliot   | 1     |

### Costruttori
| *  | Team                  | Punti |
| -- | --------------------- | ----- |
| 1  | Williams - Honda      | 93    |
| 2  | McLaren - TAG Porsche | 50    |
| 3  | Lotus - Honda         | 49    |
| 4  | Ferrari               | 17    |
| 5  | Benetton - Ford       | 15    |
| 6  | Tyrrell - Ford        | 8     |
| 7  | Arrows - Megatron     | 7     |
| 8  | Brabham - BMW         | 6     |
| 9  | Zakspeed              | 2     |
| 10 | Ligier - Megatron     | 1     |
| 11 | March - Ford          | 1     |
| 12 | Lola Larrousse - Ford | 1     |

### Trofeo Jim Clark
| Pos | Pilota           | Punti |
| --- | ---------------- | ----- |
| 1   | Jonathan Palmer  | 61    |
| 2   | Philippe Streiff | 45    |
| 3   | Pascal Fabre     | 35    |
| 4   | Philippe Alliot  | 25    |
| 5   | Ivan Capelli     | 19    |

### Trofeo Colin Chapman
| Pos | Team           | Punti |
| --- | -------------- | ----- |
| 1   | Tyrrell-Ford   | 106   |
| 2   | AGS-Ford       | 35    |
| 3   | Larrousse-Ford | 25    |
| 4   | March-Ford     | 19    |